# Balogh Botond
Balogh Botond (Sopron, 2002. június 6. –) magyar válogatott labdarúgó, hátvéd, a Parma játékosa.

## Pályafutása

### Klubcsapatokban
Pályafutását szülővárosának csapatában kezdte, majd az MTK labdarúgója volt. 2019 augusztusában igazolta le az olasz első osztályban szereplő Parma, csapattársával, Kosznovszky Márkkal együtt. Kezdetekben elsősorban a klub utánpótláscsapatámál számítottak a játékára, de többször is a felnőtt keret tagjaival edzhetett együtt, a 2019-2020-as szezon végén pedig élvonalbeli bajnokin is leülhetett a kispadra. 2020. október 28-án, a Pescara ellen 3–1-re megnyert kupamérkőzésen mutatkozott be tétmérkőzésen a Parmában. Október 31-én a Seria A-ban is bemutatkozott, végigjátszotta az Internazionale elleni 2–2-es bajnokit. 2021 májusában négy évvel meghosszabbította szerződését a másodosztályba kieső csapattal.

### A válogatottban
2019-ben a magyar U17-es válogatott tagjaként részt vett a korosztályos Európa-bajnokságon és világbajnokságon.
2021 márciusában Gera Zoltán szövetségi edző nevezte őt a 2021-es U21-es labdarúgó-Európa-bajnokságon szereplő magyar válogatott keretébe.
2021 októberében Marco Rossi szövetségi kapitány meghívta a felnőtt válogatott keretébe, majd 2021. november 12-én a San Marino elleni mérkőzésen csereként pályára lépve be is mutatkozott a válogatottban.

## Statisztika

### Klubcsapatokban
2025. május 25-i állapot szerint.
| Klub           | Szezon         | Bajnokság      | Bajnokság | Bajnokság | Kupa  | Kupa  | Nemzetközi | Nemzetközi | Egyéb | Egyéb | Összesen | Összesen |
| Klub           | Szezon         | Liga           | Mérk.     | Gólok     | Mérk. | Gólok | Mérk.      | Gólok      | Mérk. | Gólok | Mérk.    | Gólok    |
| -------------- | -------------- | -------------- | --------- | --------- | ----- | ----- | ---------- | ---------- | ----- | ----- | -------- | -------- |
| Parma          | 2020–21        | Serie A        | 3         | 0         | 1     | 0     | —          | —          | —     | —     | 4        | 0        |
| Parma          | 2021–22        | Serie B        | 4         | 0         | 1     | 0     | —          | —          | —     | —     | 5        | 0        |
| Parma          | 2022–23        | Serie B        | 15        | 0         | 2     | 0     | —          | —          | —     | —     | 17       | 0        |
| Parma          | 2023–24        | Serie B        | 17        | 0         | —     | —     | —          | —          | —     | —     | 17       | 0        |
| Parma          | 2024–25        | Serie A        | 29        | 0         | 1     | 0     | —          | —          | —     | —     | 30       | 0        |
| Parma          | 2025–26        | Serie A        | 0         | 0         | 0     | 0     | —          | —          | —     | —     | 0        | 0        |
| Teljes karrier | Teljes karrier | Teljes karrier | 68        | 0         | 5     | 0     | —          | —          | —     | —     | 73       | 0        |

1. ↑  Magában foglalja a olasz kupában való pályára lépéseit.

### A válogatottban
| Magyarország | Magyarország | Magyarország |
| Év           | Mérk.        | Gólok        |
| ------------ | ------------ | ------------ |
| 2021         | 1            | 0            |
| 2022         | —            | —            |
| 2023         | 1            | 0            |
| 2024         | 5            | 0            |
| 2025         | 1            | 0            |
| Összesen     | 8            | 0            |

### Mérkőzései a válogatottban
| Magyarország | Magyarország         | Magyarország                    | Magyarország | Magyarország | Magyarország        | Magyarország    | Magyarország | Magyarország |
| #            | Dátum                | Helyszín                        | Hazai        | Eredmény     | Vendég              | Kiírás          | Gólok        | Esemény      |
| ------------ | -------------------- | ------------------------------- | ------------ | ------------ | ------------------- | --------------- | ------------ | ------------ |
| 1.           | 2021. november 12.   | Budapest, Puskás Aréna          | Magyarország | 4 – 0        | San Marino          | vb-selejtező    | -            | 85'          |
| 2.           | 2023. november 19.   | Budapest, Puskás Aréna          | Magyarország | 3 – 1        | Montenegró          | Eb-selejtező    | -            |              |
| 3.           | 2024. március 22.    | Budapest, Puskás Aréna          | Magyarország | 1 – 0        | Törökország         | barátságos      | -            | 67'          |
| 4.           | 2024. június 4.      | Dublin, Aviva Stadion           | Írország     | 2 – 1        | Magyarország        | barátságos      | -            | 73'          |
| 5.           | 2024. szeptember 7.  | Düsseldorf, Merkur Spiel-Arena  | Németország  | 5 – 0        | Magyarország        | Nemzetek Ligája | -            |              |
| 6.           | 2024. szeptember 10. | Budapest, Puskás Aréna          | Magyarország | 0 – 0        | Bosznia-Hercegovina | Nemzetek Ligája | -            | 82'          |
| 7.           | 2024. november 16.   | Johan Cruijff Arena, Amszterdam | Hollandia    | 4 – 0        | Magyarország        | Nemzetek Ligája | -            |              |
| 8.           | 2025. június 6.      | Budapest, Puskás Aréna          | Magyarország | 0 – 2        | Svédország          | barátságos      | -            | 78'          |
|              | Összesen             |                                 |              | 8            | mérkőzés            |                 | 0            | gól          |

## Sikerei, díjai
Parma
- Serie B bajnok (1): 2023–24